# Тайные виды на гору Фудзи
«Тайные виды на гору Фудзи» — шестнадцатый роман Виктора Пелевина, написанный им в 2018 году и вышедший 27 сентября того же года в издательстве «Эксмо».
В 2020 году книга являлась самой цитируемой книгой в сервисе «ЛитРес». Самые популярные цитаты из неё — «…наевшийся пустых слов человек начинает верить, будто постиг что-то важное. А ему просто добавили мусора в голову», и «За каждым успешным мужчиной стоит любовь женщины. За каждой успешной женщиной стоит предательство мужчины», которую отметили 647 читателей.
Роман находится на первом месте в рейтинге электронных и аудиокниг Виктора Пелевина, которые чаще всего выбирали россияне за последние 10 лет.

## Сюжет
Роман повествует о российском предпринимателе Дамиане Улитине и его стартапе «Fuji experiences», суть которого сводится к продаже счастья. Точнее, обеспечивающем клиентам набор процедур, эффект от которых гарантирует давно забытое удовольствие от жизни. В параллельной сюжетной линии подруга главного героя — Татьяна, присоединяется к секте «Новых охотниц», практикующих «эзотерический феминизм», который восходит к учению одной из последовательниц Кастанеды. В финальной части романа судьбы героев ожидаемо переплетаются самым саркастическим образом.
Основной темой романа стали взаимоотношения между олигархом Фёдором и его одноклассницей Таней. Фёдор в прошлом был влюблен в свою одноклассницу Таню, которая была самой популярной девушкой в школе. И Фёдор, и Таня, стали заниматься «бизнесом». Таня стала торговать своей красотой, а Фёдор, воспользовавшись удобным случаем, стал олигархом. Татьяна предстает перед читателями располневшей, не первой молодости, хотя и не потерявшей привлекательности содержанкой. В момент когда главному герою наскучили женщины, наркотики, яхты и все остальное, он стал вместе с другими олигархами искать новые невиданные типы развлечений. Появляется Дамиан, который предлагает скучающим «стартап» под названием «Fuji Experiences», что можно перевести как «опыт Фудзи». Фудзи — это главная священная гора в Японии, а базовой метафорой всей книги являются улитки, которые ползут к её вершине. Это отсылка к знаменитому хокку «Улитка» Кобаяси Иссы, процитированному в первой главе. Одним из «развлечений», которое предоставила «фирма» Дамиана в рамках стартапа Fuji Experiences, было возвращение Фёдора в свою молодость.

Героям предлагают испытать мистический опыт с помощью специального эмо-пантографа (что-то вроде медитационного тренажера) и медитирующих буддийских монахов. Олигархи отправились за возвышенным счастьем. Как выразился один из них, «решил, значит, устроить сафари на Святого Духа». Перемещаясь от джаны к джане, герои доходят до осознания того, что 
«все виды озарения и счастья — от легкомысленного умиления до почти чувственного огня в джанах были» . 
С героями начинает происходить трансформация, которая делает незначимыми все жизненные феномены, любые знакомые формы радости, счастья и удовольствия.
Фёдор рассказал психологу от «фирмы», что когда-то в молодости он подсматривал за Таней в бане, а когда она оттуда вышла, он хотел распахнуть халат, в котором он тогда был, и… Но он тогда этого не сделал — испугался. В итоге «фирма» занялась подробнейшей реконструкцией того жизненного эпизода. Разумеется, Таню наняли тоже. Фёдор реализовал свою неудавшуюся мечту, хотя и ограничился простым распахиванием халата.

## Мнения критиков
В романе «Тайные виды на гору Фудзи» Ольга Аминова увидела сатиру и на стартаперов из Сколково, и на олигархов, и на феминизм, и на западную (а может, и общечеловеческую) алчность.
Критик Галина Юзефович оценила новый роман как «самый буддистский» и «самый прямолинейный», но усмотрела в нём «мизогинический душок», способный «подпортить впечатление от романа, во всех прочих отношениях яркого, ясного, обаятельного и изобилующего милыми „пасхалками“ для давних поклонников творчества писателя».
Политик Гавриил Попов считает, что «Пелевин пришёл к правильному, на мой взгляд, выводу о том, что необходимо изменить сам фундамент современной цивилизации. Необходим глобальный пересмотр всех её постулатов. Отказ от сосредоточения на своём „я“, от общества потребления. <…> перспективы сулит только <…> объединение того лучшего, что дали социалистическая, коллективистская идеология и анархистские, экзистенциальные идеологии индивидуализма».
В свою очередь, блогер Татьяна Никонова раскритиковала роман за «махровую мизогинию», фэтфобию, эйджизм, гендерные стереотипы и коверканье понятия феминизма.
В статье Wonderzine о романе Пелевина Варвара Бабицкая пишет: «Проблема для него не в феминистках, а в том, что продажность превращает «любую культурную инициативу элиты в омерзительную пародию, над которой запрещено смеяться». Пелевин, конечно, издевается над феминистками, но он так же издевается и над антифеминистами».
Роман рассматривается как своеобразная презентация актуального понимания счастья, где верх берет экономическая модель, создается новая, уже «экономическая» мифология счастья. Автор преподносит это читателю как современную форму самообмана и подмены реальности.

## Постановки
- 2020 - Воронежский Никитинский театр «Тайные виды на гору Фудзи». Режиссёр — Иван Комаров[12]
- 2020 - Томский ТЮЗ «Тайные виды на гору Фудзи». Режиссёр — Дмитрий Гомзяков[13]

## Интертекстуальность
Исследователи отмечают явный отсыл к книге братьев Стругацких «Улитка на склоне». Советские писатели одними из первых описали важную проблему будущего, как проблему девальвации роли мужчин. У Стругацких мы наблюдаем в «Улитке на склоне», как женщины оставили мужчин, устроив собственную цивилизацию. Одним из самых страшных и поворотных эпизодов является сцена размножения жриц партеногенеза в лужах. Так в условиях невостребованности мужских качеств на смену сильным мира сего придёт сетевая женская власть. По Пелевину невостребованность мужской энергии ведёт необязательно ко злу, а к пересмотру гендерных ролей. Пелевин рисует нам превращение мужчин с пустотой внутри в женщин с вполне физической пустотой. В книге к древним магическим ритуалам обращаются пелевинские героини, женщины же из «Улитки на склоне» обладали уникальной особенностью превращать живое в мёртвое. Чем-то похожим овладели и боевые феминистки. Хитростью и уговорами они выпрашивают у древней игуаны «верёвку смерти». Великая сила, создающая мир, оказывается у женщин в подчинении и служит им, а женщины берут себе фамилию Lizard.